# Canton de La Mothe-Saint-Héray
Le canton de La Mothe-Saint-Héray est une ancienne division administrative française située dans le département des Deux-Sèvres et la région Poitou-Charentes.

## Géographie
Ce canton était organisé autour de La Mothe-Saint-Héray dans l'arrondissement de Niort. Son altitude varie de 67 m (La Mothe-Saint-Héray) à 189 m (La Couarde) pour une altitude moyenne de 142 m.

## Représentation

### Conseillers généraux de 1833 à 2015
| Période | Période          | Identité                           | Étiquette             | Qualité |
| ------- | ---------------- | ---------------------------------- | --------------------- | --- |
| 1833    | 1845 (décès)     | Jacques Pierre Pougnet (1769-1845) |                       | Notaire, maire de Niort en 1838                                                                                 |
| 1845    | 1855             | Benoît-Frédéric Devallée           |                       | Docteur en médecine, juge de paix Maire de La Mothe-Saint-Héraye Ancien conseiller général du Canton de Niort-1 |
| 1855    | 1871             | Adolphe Caillé                     |                       | Major en retraite Chef de bureau au ministère de la Guerre                                                      |
| 1871    | 1889 (décès)     | Charles Sauzé (1815-1889)          | Républicain           | Docteur-médecin, maire de La Mothe-Saint-Héraye (1881-1889)                                                     |
| 1889    | 1894 (démission) | Louis-Jacques Sardet               |                       | Notaire, maire de La Mothe-Saint-Héraye                                                                         |
| 1894    | 1919             | Eugène Giraudias                   | Républicain           | Notaire, maire de La Mothe-Saint-Héraye, conseiller d'arrondissement                                            |
| 1919    | 1940             | François Griffault                 | Rad. Antimarxiste     | Médecin, maire de La Mothe-Saint-Héray (1919-1937)                                                              |
|         |                  |                                    |                       | |
| 1943    | 1945             | Lucien Chaussepied                 |                       | Conseiller municipal de La Mothe-Saint-Héraye Nommé conseiller départemental en 1943                            |
|         |                  |                                    |                       | |
| 1945    | 1961             | Edmond Audis (1906-1992)           | DVG                   | Ancien dirigeant FFI Maire de Pamproux                                                                          |
| 1961    | 1967             | Jean Rousseau                      | DVD                   | Médecin à La Mothe-Saint-Héray                                                                                  |
| 1967    | 1971 (décès)     | Fernand Ecalle (1909-1971)         | SFIO-PS               | Propriétaire à Soudan                                                                                           |
| 1972    | 1992             | Pierre Thomas (1921-1994)          | DVD                   | Frigoriste Maire de La Mothe-Saint-Héray                                                                        |
| 1992    | 1998             | Ségolène Royal                     | PS                    | Conseiller de tribunal administratif Députée des Deux-Sèvres (1988-1992, 1993-1997) Ministre (1992-1993)        |
| 1998    | 2015             | Jean-Pierre Griffault              | DVD puis UMP puis UDI | Infirmier libéral à Salles                                                                                      |

### Conseillers d'arrondissement (de 1833 à 1940)
Le canton de La Mothe-Saint-Héray appartenait à l'arrondissement de Melle jusqu'à sa disparition en 1926.
| Période                                  | Période          | Identité                 | Étiquette   | Qualité |
| ---------------------------------------- | ---------------- | ------------------------ | ----------- | --- |
| 1833                                     | 1842             | Benoit Frédéric Devallée |             | Médecin et juge de paix à La Mothe-Saint-Héray                                                              |
| 1842                                     | 1848             | Louis Gibaud (1790-1862) |             | Ministre (pasteur) protestant à La Mothe-Saint-Héray                                                        |
|                                          |                  |                          |             | |
| 1886                                     | 1894 (démission) | Eugène Giraudias         | Républicain | Notaire, maire de La Mothe-Saint-Héray                                                                      |
|                                          |                  |                          |             | |
| 1904                                     | 1919             | Léon-Martial Micheau     | Républicain | Maire de Pamproux                                                                                           |
| 1919                                     | 1934             | Ernest Legrand           | Radical     | Négociant à Pamproux                                                                                        |
| 1934                                     | 1940             | Gustave Boumort          | Radical     | Maire de Pamproux                                                                                           |
| 1940                                     |                  |                          |             | Les conseils d'arrondissement ont été suspendus par la loi du 12 octobre 1940 et n'ont jamais été réactivés |
| Les données manquantes sont à compléter. |                  |                          |             | |

## Composition
Le canton de La Mothe-Saint-Héray groupait 8 communes et compte 5 373 habitants (population municipale) au 1er janvier 2009.
| Communes             | Population (2012) | Code postal | Code Insee |
| -------------------- | ----------------- | ----------- | ---------- |
| Avon                 | 81                | 79800       | 79023      |
| Bougon               | 190               | 79800       | 79042      |
| La Couarde           | 263               | 79800       | 79098      |
| Exoudun              | 572               | 79800       | 79115      |
| La Mothe-Saint-Héray | 1 806             | 79800       | 79184      |
| Pamproux             | 1 676             | 79800       | 79201      |
| Salles               | 344               | 79800       | 79303      |
| Soudan               | 441               | 79800       | 79316      |

## Démographie
| 1962  | 1968  | 1975  | 1982  | 1990  | 1999  | 2006  | 2009  | - |
| ----- | ----- | ----- | ----- | ----- | ----- | ----- | ----- | - |
| 6 496 | 6 380 | 5 869 | 5 549 | 5 442 | 5 326 | 5 358 | 5 373 | - |

Après plusieurs années de déclin, la population du canton se stabilise entre 1999 et 2006 (+33 hab.), à l'image de celle du chef lieu (+0,1%/an).